# Đồng Kỳ
Đồng Kỳ là một xã thuộc tỉnh Bắc Ninh, Việt Nam.

## Địa lý
Xã Đồng Kỳ có vị trí địa lý:
- Phía đông giáp các xã Thiện Tân và Vân Nham, tỉnh Lạng Sơn
- Phía tây giáp các xã Tam Tiến và Yên Thế
- Phía nam giáp xã Bố Hạ
- Phía bắc giáp xã Xuân Lương.

Xã Đồng Kỳ có diện tích 61,44 km², dân số 22.833 người, mật độ dân số đạt 371 người/km².

## Lịch sử
Năm 1994, một phần diện tích và dân số của xã Đồng Kỳ được tách ra để thành lập xã Hồng Kỳ.
Ngày 28 tháng 9 năm 2024, Ủy ban Thường vụ Quốc hội ban hành Nghị quyết số 1191/NQ-UBTVQH15 về việc sắp xếp đơn vị hành chính cấp huyện, cấp xã của tỉnh Bắc Giang giai đoạn 2023 – 2025 (nghị quyết có hiệu lực từ ngày 1 tháng 1 năm 2025). Theo đó, sáp nhập toàn bộ 8,98 km² diện tích tự nhiên và quy mô dân số là 4.805 người của xã Hồng Kỳ vào xã Đồng Kỳ. Xã Đồng Kỳ có 16,27 km² diện tích tự nhiên và quy mô dân số là 11.280 người.
Ngày 16 tháng 6 năm 2025, Ủy ban Thường vụ Quốc hội ban hành Nghị quyết số 1658/NQ-UBTVQH15 của UBTVQH về việc sắp xếp các đơn vị hành chính cấp xã của tỉnh Bắc Ninh năm 2025. Theo đó, sắp xếp toàn bộ diện tích tự nhiên, quy mô dân số của các xã Đồng Hưu, Đồng Vương và Đồng Kỳ thành xã mới có tên gọi là xã Đồng Kỳ.